# معايير الأداء في أريزونا
معايير الأداء في أريزونا (AIMS) هو اختبار معياري يُجرى تحت إشراف ولاية أريزونا. ومعايير الأداء في أريزونا هو تقييم قائم على المعايير ينحاز إلى معايير أريزونا للمحتوى الأكاديمي.

## محتوى الامتحان
يحتاج جميع طلاب المدارس العامة من الصف الثالث الابتدائي وحتى الصف الثاني المتوسط والصف الأول الثانوي إلى اجتياز اختبار معايير الأداء في أريزونا. ويضم اختبار معايير الأداء في أريزونا أربعة مجالات: الكتابة والقراءة والرياضيات والعلوم. ويخضع الطالب لاختبار القراءة والرياضيات في كل الصفوف. أما اختبار الكتابة فيكون في الصف الخامس الابتدائي والصف السادس الابتدائي والصف الأول المتوسط والصف الأول الثانوي. أما اختبار العلوم فيكون في الصف الرابع الابتدائي والصف الثاني المتوسط والصف الأول الثانوي.

## التخرج من المدرسة الثانوية
لا بد للطالب أن يستوفي متطلبات معايير الأداء في أريزونا الخاصة بالمرحلة الثانوية لكي يتخرج من المدارس الثانوية العامة في أريزونا. والطريقة المثلى لاستيفاء هذه المعايير هي اجتياز اختبارات معايير الأداء في أريزونا للمرحلة الثانوية في المحتويات التالية: الكتابة والقراءة والرياضيات. ويتاح لطلاب المرحلة الثانوية خوض هذه الاختبارات مرتين. أما بالنسبة لمن لا ينجح في أي من المحتويات الثلاثة المطلوبة في اختبار معايير الأداء في أريزونا للمرحلة الثانوية، تكون أمامه خيارات بديلة لاستيفاء متطلبات معايير الأداء في أريزونا للتخرج من المرحلة الثانوية.

## المنح التعليمية لمعايير الأداء في أريزونا
وبدءًا من العام الدراسي 2006 أصبح بإمكان طلاب المرحلة الثانوية في أريزونا إذا ما اجتازوا المعايير المطلوبة في القراءة والكتابة والرياضيات أن يلتحقوا بمنحة دراسية لأي من الجامعات العامة الثلاث، وذلك بعد اجتياز معايير أخرى محددة. فعلى الطلاب أن يُتموا 16 مقررًا أساسيًا للكفاءة (4 وحدات في الإنجليزية و4 وحدات في الرياضيات و3 وحدات في علم المختبرات ووحدتان في العلوم الاجتماعية ووحدتان في اللغة الأجنبية ووحدة في الفنون الجميلة) والتخرج من كل مقرر بتقدير ب فما فوقه. ولا بد أن يستوفي الطالب على الأقل واحدًا من المتطلبات الجامعية التالية: الحصول على 3,5 درجات على الأقل المعدل التراكمي على مقياس 4,0 غير المرجح أو يحتل مرتبة أفضل 5% على مستوى الصف.
وإذا لم يتجاوز الطالب المعايير في كل امتحان من الثلاثة فقد يستطيع التأهل للمنحة إذا كان قد تجاوز المعايير المطلوبة في اثنين من أقسام معايير الأداء في أريزونا واستوفى المعايير في القسم الثالث. إضافة إلى أنه يلزم الحصول على درجة 3 على الأقل في اثنين من اختبارات التعيين المتقدم ودرجة 4 على الأقل في اثنين من اختبارات البكالوريا الدولية.
ويحصل الطلاب المؤهلون على تنازل عن جميع الرسوم التعليمية بالجامعة، ويظل هذا التنازل صالحًا لمدة عام من سنة التخرج من المدرسة الثانوية. وتجدد المنحة كل أربع سنوات استنادًا إلى معايير تحددها الجامعة. وتختلف القيمة الدولارية للمنحة بحسب الرسوم التي تحصلها الجامعة الحكومية التي يلتحق إليها الطالب.
إلا أنه في 23 من سبتمبر 2010، صوّت أوصياء أريزونا بنسبة 9 إلى 1 على خفض منحة معايير الأداء في أريزونا إلى 25 % فقط من رسوم الطلاب المبتدئين، مبينين أن المنحة أصبحت سهلة المنال. وأصبح على الطلاب الحصول على درجة لا تقل عن 28 في اختبار آكت أو درجة لا تقل عن 1300 في اختبار سات (لا بد ألا تقل درجات القراءة والرياضيات عن 1300). ويبدأ تطبيق هذه التغييرات في منحة معايير الأداء في أريزونا بدءًا من العام الدراسي 2013.

## حقائق إضافية
في عام 2007 بدأ اختبار معايير الأداء في أريزونا في إعلان مقاييس ليكسايل (Lexile) للطلاب في الصف الثالث الابتدائي وحتى الصف الثاني المتوسط والأول الثانوي. ويمكن استخدام مقياس ليكسايل في الربط بين القارئ والنص الذي يناسبه ومراقبة التقدم في القدرة القرائية.

## وصلات خارجية
- AIMS Information Center

‌